# Франк Лебеф
Франк Лебеф (фр. Frank Leboeuf; 22. јануар 1968) је бивши француски фудбалер и национални репрезентативац.

## Каријера

### Клупска
Лебеф је професионалну каријеру започео 1988. године у Лавалу. Након три сезоне отишао је у Стразбур са којим је 1995. освојио Интертото куп. Годину дана потом купује га лондонски Челси за 2,5 милиона фунти.
У Челсију је одиграо преко 200 утакмица у свим такмичењима и постигао 24 поготка. Готово све поготке за Челси је постигао кроз једанаестерце. Промашио је свега три пута: против Лестера, Блекбурна и ротердамског Фајенорда. Са клубом је освојио два ФА купа и по један Лига куп, Комјунити шилд и Суперкуп Европе.
Године 2001. Лебеф се враћа у родни Марсељ где потписује за тамошњи Олимпик. После две године играња за клуб, Франк одлази у Катар где је наступао за Ал-Сад и Ал-Вакру након чега је 2004. завршио играчку каријеру.

### Репрезентативна
Лебеф је био француски репрезентативац у периоду од 1995. до 2002. године. У том периоду, играч је са репрезентацијом освојио наслов светског (Француска 1998.) и европског ( Белгија / Холандија 2000.) првака и Куп конфедерација (Јапан / Јужна Кореја 2001).
Током Мундијала у Француској 1998, играча је селектор Жаке углавном користио као резерву док је у самом финалу био у првих једанаест као замена за Лорана Блана који је у пређашњој утакмици добио црвени картон. Лебеф је у финалу чувао Роналда те се истакао одличним одбрамбеним карактеристикама.
Због успеха оствареног 1998. Лебефу је заједно са репрезентативцима и селектором Жакеом додељен ред витеза француске Легије части.

#### Голови за репрезентацију
| #  | Датум              | Место               | Противник    | Погодак | Резултат | Такмичење                   |
| -- | ------------------ | ------------------- | ------------ | ------- | -------- | --------------------------- |
| 1. | 6. септембар 1995. | Оксер, Француска    | Азербејџан   | 5: 0    | 10: 0    | Квалификације за ЕУРО 1996. |
| 2. | 6. септембар 1995. | Оксер, Француска    | Азербејџан   | 9: 0    | 10: 0    | Квалификације за ЕУРО 1996. |
| 3. | 9. јун 1999.       | Барселона, Шпанија  | Андора       | 0: 1    | 0: 1     | Квалификације за ЕУРО 2000. |
| 4. | 26. мај 2002.      | Сувон, Јужна Кореја | Јужна Кореја | 2: 3    | 2: 3     | Пријатељска утакмица        |